# Бонефро
Бонефро (італ. Bonefro) — муніципалітет в Італії, у регіоні Молізе,  провінція Кампобассо.
Бонефро розташоване на відстані близько 210 км на схід від Рима, 27 км на північний схід від Кампобассо.
Населення — 1419 осіб (2014).
Щорічний фестиваль відбувається 9 травня. Покровитель — святий Миколай.

## Демографія
Населення за роками:

Станом на 1 січня 2023 року в муніципалітеті офіційно проживав 31 іноземець з 11 країн, серед них 11 громадян країн Євросоюзу та 5 громадян України.

## Сусідні муніципалітети
- Казакаленда
- Монтелонго
- Монторіо-ней-Френтані
- Ріпаботтоні
- Сан-Джуліано-ді-Пулья
- Сант'Елія-а-П'янізі
- Санта-Кроче-ді-Мальяно